# リーアム・ニーソン
リーアム・ニーソン（Liam Neeson, 1952年6月7日 - ）は、北アイルランド出身の俳優。

## 生い立ち
北アイルランドのアントリム県出身。父親のバーナード・ニーソンはカトリック系の小学校の管理人、母親のキャサリン（旧姓ブラウン）は調理師。4人兄弟の3番目。9歳の時からボクシングをはじめる。1971年にクイーンズ大学ベルファストに入学するが、演劇に興味を持ち中退。ビール工場や助建築家、アマチュアのボクサーを経て、2年間ベルファストの劇団で演技を学ぶ。

## キャリア
ダブリンのアビー・シアターの一員になり、舞台俳優としてキャリアをスタートさせる。映画監督ジョン・ブアマンに見出されて、1981年に『エクスカリバー』で映画デビューを果たした。
1993年公開のスティーヴン・スピルバーグ監督映画『シンドラーのリスト』でオスカー・シンドラーを演じてアカデミー主演男優賞にノミネートされた。また、同年には『アンナ・クリスティ』でブロードウェイデビューを果たし、トニー賞にノミネートされる。1996年公開の『マイケル・コリンズ』でマイケル・コリンズを演じてヴェネツィア国際映画祭 男優賞を受賞。
1999年公開の『スター・ウォーズ エピソード1/ファントム・メナス』ではジェダイマスターのクワイ＝ガン・ジンを演じた。
2010年には再びスピルバーグとタッグを組み、エイブラハム・リンカーンを演じることが決まっていたが、このプロジェクトは時間がかかり過ぎ、「58歳になった自分が56歳で死去したリンカーンを演じるのはふさわしくない」と降板を決意した。なお、その後制作されたスピルバーグ監督映画『リンカーン』（2012年上映）では、主役のリンカーン役はダニエル・デイ＝ルイスが務めている。
2015年、スパイクテレビ主催のガイズ・チョイス・アワードで「ビゲスト・アス・キッカー（最もタフな男）」賞を受賞 。

## 私生活
1994年に『ネル』で共演したナターシャ・リチャードソンと結婚。1995年に長男（マイケル・リチャード・アントニオ）、1996年に次男（ダニエル・ジャック）が誕生。
1999年にそれまでの功績が称えられ、イギリス王室よりOBEが授与された。
2008年8月にテレビ番組『グッド・モーニング・アメリカ』にて、アメリカ合衆国の市民権を取得したことを明かした。「いまでもアイリッシュとしての誇りを持ち続けているが、アメリカの市民権を獲得したことも、とても誇りに思っている。」と語っている。
妻のナターシャ・リチャードソンは、2009年3月16日にカナダ・モントリオールのスキー場でスキー中に転倒した。帰宅後、彼女は激しい頭痛を訴え、ニューヨーク市内の病院に入院した。その後、昏睡状態になり脳死状態になった。2日後の18日、事故前の本人の希望に従い、人工呼吸器を含めた全ての生命維持装置が取り外され、彼女は45歳でニューヨーク市内の病院にて死去した。おしどり夫婦として有名だったため突然の訃報に各国のメディアがこぞって報道し、葬儀の時、哀しみに打ちひしがれて義母ヴァネッサ・レッドグレイヴに支えられながら歩く様子が撮影された。

## フィルモグラフィ
※役名の太字表記は主演。

### 映画

#### 劇場公開映画
| 年   | 題名                                                                                                | 役名                                          | 備考                                                                         | 吹替                                           |
| ---- | --------------------------------------------------------------------------------------------------- | --------------------------------------------- | ---------------------------------------------------------------------------- | ---------------------------------------------- |
| 1978 | Pilgrim's Progress                                                                                  | 旅人                                          |                                                                              | N/A                                            |
| 1979 | Christiana                                                                                          | 勇者                                          | N/A                                                                          |                                                |
| 1981 | エクスカリバー Excalibur                                                                            | ガウェイン                                    | 中田浩二                                                                     |                                                |
| 1981 | Nailed                                                                                              | 若きカトリック教徒                            | N/A                                                                          |                                                |
| 1983 | 銀河伝説クルール Krull                                                                              | キーガン                                      | TBA                                                                          |                                                |
| 1984 | バウンティ/愛と反乱の航海 The Bounty                                                                | チャールズ・チャーチル                        | （吹き替え版なし）                                                           |                                                |
| 1985 | ひと夏の青春 The Innocent                                                                           | ジョン・カーンズ                              | （吹き替え版なし）                                                           |                                                |
| 1985 | Lamb                                                                                                | マイケル・ラム                                | N/A                                                                          |                                                |
| 1986 | デルタ・フォース The Delta Force                                                                    | 隊員                                          | クレジットなし                                                               | TBA                                            |
| 1986 | ミッション The Mission                                                                              | フィールディング                              |                                                                              | 幹本雄之                                       |
| 1986 | デュエット・フォー・ワン Duet for One                                                               | トッター                                      | （吹き替え版なし）                                                           |                                                |
| 1987 | 死にゆく者への祈り A Prayer for the Dying                                                           | リーアム・ドハーティ                          | 谷口節                                                                       |                                                |
| 1987 | 容疑者 Suspect                                                                                      | カール・アンダーソン                          | 野沢那智                                                                     |                                                |
| 1988 | サティスファクション Satisfaction                                                                   | マーティン・ファルコン                        | （吹き替え版なし）                                                           |                                                |
| 1988 | プランケット城への招待状 High Spirits                                                               | マーティン・ブロガン                          | 谷口節                                                                       |                                                |
| 1988 | ダーティハリー5 The Dead Pool                                                                       | ピーター・スワン                              | 納谷六朗                                                                     |                                                |
| 1988 | 情熱の代償 The Good Mother                                                                          | レオ・カッター                                | （吹き替え版なし）                                                           |                                                |
| 1989 | パトリック・スウェイジ/復讐は我が胸に Next of Kin                                                   | ブライアー・ゲイツ                            | （吹き替え版なし）                                                           |                                                |
| 1990 | ダークマン Darkman                                                                                  | ペイトン・ウェストレイク / ダークマン         | 牛山茂（ソフト版） 佐々木勝彦（テレビ朝日版）                                |                                                |
| 1990 | スピリット/傷だらけの栄光 The Big Man                                                               | ダニー                                        | （吹き替え版なし）                                                           |                                                |
| 1991 | 疑惑に抱かれて Under Suspicion                                                                      | トニー・アーロン                              | （吹き替え版なし）                                                           |                                                |
| 1992 | 嵐の中で輝いて Shining Through                                                                      | フランツ＝オットー・ディートリッヒ            | 佐古雅誉（ソフト版） 堀勝之祐（テレビ東京版） 大塚明夫（機内上映版）         |                                                |
| 1992 | 夫たち、妻たち Husbands and Wives                                                                   | マイケル・ゲイツ                              | （吹き替え版なし）                                                           |                                                |
| 1992 | ルビー・カイロ Ruby Cairo                                                                           | ファーガス・ラム                              | （吹き替え版なし）                                                           |                                                |
| 1992 | 奇跡を呼ぶ男 Leap of Faith                                                                          | ウィル・ブラヴァーマン                        | 大塚明夫（VHS版）                                                            |                                                |
| 1993 | 哀愁のメモワール Ethan Frome                                                                        | イーサン・フローム                            | （吹き替え版なし）                                                           |                                                |
| 1993 | シンドラーのリスト Schindler's List                                                                 | オスカー・シンドラー                          | 堀勝之祐                                                                     |                                                |
| 1994 | ネル Nell                                                                                           | ジェローム・ロヴェル博士                      | 小川真司                                                                     |                                                |
| 1995 | ロブ・ロイ/ロマンに生きた男 Rob Roy                                                                 | ロブ・ロイ・マグレガー                        | 菅生隆之                                                                     |                                                |
| 1996 | マイケル・コリンズ Michael Collins                                                                  | マイケル・コリンズ                            | ヴェネツィア国際映画祭 男優賞を受賞                                          | 大塚明夫                                       |
| 1996 | 判決前夜/ビフォア・アンド・アフター Before and After                                                | ベン・ライアン                                |                                                                              | 佐古正人                                       |
| 1998 | エベレスト Everest                                                                                  | ナレーター                                    | ドキュメンタリー映画、声の出演                                               | 若本規夫                                       |
| 1998 | レ・ミゼラブル Les Miserables                                                                       | ジャン・バルジャン                            |                                                                              | 菅生隆之                                       |
| 1999 | ホーンティング The Haunting                                                                         | デヴィッド・マロウ                            | 青森伸                                                                       |                                                |
| 1999 | スター・ウォーズ エピソード1/ファントム・メナス Star Wars Episode I: The Phantom Menace             | クワイ＝ガン・ジン                            | 津嘉山正種                                                                   |                                                |
| 2000 | ガンシャイ Gun Shy                                                                                  | チャーリー                                    | 金尾哲夫                                                                     |                                                |
| 2002 | スター・ウォーズ エピソード2/クローンの攻撃 Star Wars Episode II: Attack of the Clones              | クワイ＝ガン・ジン                            | 声の出演                                                                     | 津嘉山正種                                     |
| 2002 | K-19 K-19: The Widowmaker                                                                           | ミハイル・ポレーニン副長                      |                                                                              | 大塚明夫（ソフト版） 小山力也（テレビ東京版）  |
| 2002 | ギャング・オブ・ニューヨーク Gangs of New York                                                      | ヴァロン神父                                  | 津嘉山正種（ソフト版） 佐々木勝彦（日本テレビ版）                            |                                                |
| 2003 | ラブ・アクチュアリー Love Actually                                                                  | ダニエル                                      | 原康義                                                                       |                                                |
| 2004 | Patrick                                                                                             | ナレーター                                    | ドキュメンタリー映画、声の出演                                               | N/A                                            |
| 2004 | 愛についてのキンゼイ・レポート Kinsey                                                               | アルフレッド・キンゼイ                        |                                                                              | 津嘉山正種                                     |
| 2005 | キングダム・オブ・ヘブン Kingdom of Heaven                                                          | ゴッドフリー・オブ・イベリン                  |                                                                              | 津嘉山正種                                     |
| 2005 | バットマン ビギンズ Batman Begins                                                                   | ヘンリー・デュカード / ラーズ・アル・グール   | 佐々木勝彦（劇場公開版） 津嘉山正種（日本テレビ版） 若本規夫（フジテレビ版） |                                                |
| 2005 | プルートで朝食を Breakfast on Pluto                                                                 | リーアム神父                                  | 津嘉山正種                                                                   |                                                |
| 2005 | ナルニア国物語/第1章: ライオンと魔女 The Chronicles of Narnia:The Witch, The Lion and The Wardrobe  | アスラン                                      | 津嘉山正種                                                                   | 声の出演                                       |
| 2006 | セラフィム・フォールズ Seraphim Falls                                                               | カーヴァー                                    | 津嘉山正種                                                                   |                                                |
| 2008 | ナルニア国物語/第2章: カスピアン王子の角笛 The Chronicles of Narnia:Prince Caspian                  | アスラン                                      | 津嘉山正種                                                                   | 声の出演                                       |
| 2008 | アザーマン -もう一人の男- The Other Man                                                             | ピーター                                      |                                                                              | 大塚智則                                       |
| 2008 | 96時間 Taken                                                                                        | ブライアン・ミルズ                            | 石塚運昇                                                                     |                                                |
| 2008 | 崖の上のポニョ Ponyo on the Cliff by the Sea                                                        | フジモト                                      | 声の出演（英語版吹き替え）                                                   | 所ジョージ（原語の声優）                       |
| 2009 | レクイエム Five Minutes of Heaven                                                                   | アリスター・リトル                            |                                                                              | （吹き替え版なし）                             |
| 2009 | アフターライフ After.Life                                                                           | エリオット                                    | 菅生隆之                                                                     |                                                |
| 2009 | CHLOE/クロエ Chloe                                                                                  | デビッド・スチュアート                        | 菅生隆之                                                                     |                                                |
| 2010 | タイタンの戦い Clash of the Titans                                                                  | ゼウス                                        | 津嘉山正種（劇場公開版） 大塚明夫（テレビ朝日版）                            |                                                |
| 2010 | 特攻野郎Aチーム THE MOVIE The A-Team                                                                | “ハンニバル”ジョン・スミス大佐                | 菅生隆之                                                                     |                                                |
| 2010 | ナルニア国物語/第3章: アスラン王と魔法の島 The Chronicles of Narnia: The Voyage of the Dawn Treader | アスラン                                      | 声の出演                                                                     | 津嘉山正種                                     |
| 2010 | スリーデイズ The Next Three Days                                                                    | デイモン・ペニントン                          |                                                                              | 谷口節                                         |
| 2011 | アンノウン Unknown                                                                                  | マーティン・ハリス博士                        | 石塚運昇                                                                     |                                                |
| 2012 | THE GREY 凍える太陽 The Grey                                                                        | オットウェイ                                  | 大塚明夫                                                                     |                                                |
| 2012 | タイタンの逆襲 Wrath of the Titans                                                                  | ゼウス                                        | 津嘉山正種                                                                   |                                                |
| 2012 | バトルシップ Battleship                                                                             | シェーン提督                                  | 石塚運昇                                                                     |                                                |
| 2012 | ダークナイト ライジング The Dark Knight Rises                                                       | ラーズ・アル・グール                          | 佐々木勝彦                                                                   |                                                |
| 2012 | 96時間/リベンジ Taken 2                                                                             | ブライアン・ミルズ                            | 石塚運昇                                                                     |                                                |
| 2013 | Girl Rising -少女たちの挑戦- Girl Rising                                                            | ナレーション                                  | （吹き替え版なし）                                                           |                                                |
| 2013 | サード・パーソン Third Person                                                                       | マイケル                                      | 津嘉山正種                                                                   |                                                |
| 2013 | サバンナ・アドベンチャー Khumba                                                                     | パンゴ                                        | 声の出演                                                                     | 藤原貴弘                                       |
| 2013 | 俺たちニュースキャスター 史上最低!?の視聴率バトルinニューヨーク Anchorman 2: The Legend Continues   | ヒストリー・ネットワークの司会                | クレジットなし                                                               | （吹き替え版なし）                             |
| 2013 | Jeff Wayne's Musical Version of the War of the Worlds Alive on Stage! The New Generation            | ジャーナリスト                                |                                                                              | N/A                                            |
| 2014 | ナッツジョブ サーリー&バディのピーナッツ大作戦! The Nut Job                                         | ラクーン                                      | 声の出演                                                                     | 小山力也                                       |
| 2014 | LEGO ムービー The Lego Movie                                                                        | バッド・コップ / グッド・コップ、パパ・コップ | 声の出演                                                                     | 玄田哲章（バッド/グッド） 羽佐間道夫（パパ）   |
| 2014 | フライト・ゲーム Non-Stop                                                                           | ビル・マークス                                |                                                                              | 石塚運昇                                       |
| 2014 | 荒野はつらいよ 〜アリゾナより愛をこめて〜 A Million Ways To Die In The West                         | クリンチ・レザーウッド                        |                                                                              | 石塚運昇                                       |
| 2014 | 誘拐の掟 A Walk Among the Tombstones                                                                | マット・スカダー                              |                                                                              | 石塚運昇                                       |
| 2014 | ロード Road                                                                                         | ナレーター                                    | （吹き替え版なし）                                                           |                                                |
| 2014 | 96時間/レクイエム Taken 3                                                                           | ブライアン・ミルズ                            | 石塚運昇                                                                     |                                                |
| 2015 | ラン・オールナイト Run All Night                                                                    | ジミー・コンロン                              | 石塚運昇                                                                     |                                                |
| 2015 | アントラージュ★オレたちのハリウッド:ザ・ムービー Entourage                                          | 本人役                                        | （吹き替え版なし）                                                           |                                                |
| 2015 | テッド2 Ted 2                                                                                       | 渋男                                          | カメオ出演                                                                   | 石塚運昇                                       |
| 2015 | ノエル クリスマスに生まれた奇跡 A Christmas Star                                                    | ナレーター、ラジオDJ                          | 声の出演                                                                     | N/A                                            |
| 2016 | スノーホワイト/氷の王国 The Huntsman: Winter's War                                                  | ナレーター                                    | 声の出演（クレジットなし）                                                   | 石塚運昇                                       |
| 2016 | オペレーション・クロマイト Operation Chromite                                                       | ダグラス・マッカーサー                        | 韓国映画                                                                     | 石塚運昇                                       |
| 2016 | 怪物はささやく A Monster Calls                                                                      | 怪物                                          |                                                                              | 石塚運昇                                       |
| 2016 | 沈黙 -サイレンス- Silence                                                                           | クリストヴァン・フェレイラ                    | 遠藤周作『沈黙』のハリウッド映画化                                           | （吹き替え版なし）                             |
| 2017 | ザ・シークレットマン Mark Felt: The Man Who Brought Down the White House                            | マーク・フェルト                              |                                                                              | 菅生隆之                                       |
| 2017 | パパVS新しいパパ2 Daddy's Home 2                                                                    | 本人                                          | カメオ出演                                                                   | TBA                                            |
| 2018 | トレイン・ミッション The Commuter                                                                   | マイケル・マコーリー                          |                                                                              | 谷昌樹                                         |
| 2018 | ロスト・マネー 偽りの報酬 Widows                                                                    | ハリー・ローリングス                          | 佐々木勝彦                                                                   |                                                |
| 2019 | スノー・ロワイヤル Cold Pursuit                                                                     | ネルソン・コックスマン                        | 『ファイティング・ダディ 怒りの除雪車』のリメイク                            | 谷昌樹                                         |
| 2019 | メン・イン・ブラック:インターナショナル Men in Black: International                                 | ハイT                                         |                                                                              | 磯部勉                                         |
| 2019 | オーディナリー・ラブ/ありふれた愛の物語 Ordinary Love                                               | トム                                          | 谷昌樹（Netflix版）                                                          |                                                |
| 2019 | スター・ウォーズ/スカイウォーカーの夜明け Star Wars: The Rise Of Skywalker                          | クワイ＝ガン・ジン                            | 声の出演                                                                     | 津嘉山正種                                     |
| 2020 | Made in Italy                                                                                       | ロバート                                      | ギリシャ公開：7月9日                                                         | N/A                                            |
| 2020 | ファイナル・プラン Honest Thief                                                                     | トム・カーター                                |                                                                              | 谷昌樹                                         |
| 2021 | マークスマン The Marksman                                                                           | ジム                                          | 山路和弘                                                                     |                                                |
| 2021 | アイス・ロード The Ice Road                                                                         | マイク・マッキャン                            | 谷昌樹                                                                       |                                                |
| 2022 | ブラックライト Blacklight                                                                           | トラヴィス・ブロック                          | 谷昌樹                                                                       |                                                |
| 2022 | MEMORY メモリー Memory                                                                              | アレックス・ルイス                            | 大塚明夫                                                                     |                                                |
| 2022 | 探偵マーロウ Marlowe                                                                                | フィリップ・マーロウ                          | 大塚明夫                                                                     | ジョン・バンヴィル『黒い瞳のブロンド』の実写化 |
| 2023 | バッド・デイ・ドライブ Retribution                                                                  | マット・ターナー                              | 『暴走車 ランナウェイ・カー』のリメイク                                      | 谷昌樹                                         |
| 2024 | Absolution                                                                                          |                                               |                                                                              | TBA                                            |
| 2025 | プロフェッショナル In the Land of Saints and Sinners                                                | フィンバー・マーフィー                        | 谷昌樹                                                                       |                                                |
| 2025 | 裸の銃を持つ男 The Naked Gun                                                                        | フランク・ドレビン・Jr.                       | 『裸の銃を持つ男』シリーズのリメイク                                         |                                                |
| 2025 | Ice Road: Vengeance                                                                                 | マイク・マッキャン                            |                                                                              |                                                |
| 2026 | Cold Storage                                                                                        | ロベルト・ディアス                            |                                                                              |                                                |

#### テレビ映画
| 年   | 題名                                                       | 役名                       | 備考         | 吹替                         |
| ---- | ---------------------------------------------------------- | -------------------------- | ------------ | ---------------------------- |
| 1983 | Across the Water                                           | マーティン                 |              | (吹替版なし)                 |
| 1984 | 炎のエマ A Woman of Substance                              | ブラッキー・オニール       | 堀勝之祐     |                              |
| 1985 | SFキング・オブ・アーサー/魔剣伝説 Arthur the King          | グラック                   | (吹替版なし) |                              |
| 1986 | 明日があるなら If Tomorrow Comes                           | アンドレ・トランニャン警部 | 納谷六朗     |                              |
| 1986 | 華麗なる女実業家/続・炎のエマ Hold the Dream               | ブラッキー・オニール       | (吹替版なし) |                              |
| 1987 | 殺人容疑 Sworn to Silence                                  | ヴィンセント               | (吹替版なし) |                              |
| 2017 | レッド・ノーズ・デイ・アクチュアリー Red Nose Day Actually | ダニエル                   | (吹替版なし) | 『ラブ・アクチュアリー』続編 |
| 2018 | Pope: The Most Powerful Man in History                     | ナレーター                 | (吹替版なし) | 声の出演 ドキュメンタリー    |

#### WEB配信映画
| 年   | 題名                                            | 役名   | 配信局             | 吹替     |
| ---- | ----------------------------------------------- | ------ | ------------------ | -------- |
| 2018 | バスターのバラード The Ballad of Buster Scruggs | 興行師 | Netflix            | 土師孝也 |
| TBA  | Mongoose                                        | TBA    | Amazon Prime Video | TBA      |

### テレビシリーズ
| 年        | 題名                                                          | 役名               | 備考                                                  | 吹き替え           |
| --------- | ------------------------------------------------------------- | ------------------ | ----------------------------------------------------- | ------------------ |
| 1986      | 特捜刑事マイアミ・バイス Miami Vice                           | ショーン・クルーン | 第3シーズン第1話「無差別テロリストの恐怖！」          | 黒沢良             |
| 2005      | ザ・シンプソンズ The Simpsons                                 | ショーン神父       | 声の出演 第16シーズン第20話「シンプソン家の宗教戦争」 | ボルケーノ太田     |
| 2010      | キャシーのbig C -いま私にできること- The Big C                | Bee Man            | 第1シーズン第12話「旅立ちの時」                       | TBA（NHK版）       |
| 2011-2014 | スター・ウォーズ/クローン・ウォーズ Star Wars: The Clone Wars | クワイ＝ガン・ジン | 声の出演 計3話出演                                    | 津嘉山正種         |
| 2014-2015 | ファミリー・ガイ Family Guy                                   | 本人役             | 声の出演 計2話出演                                    | （吹き替え版なし） |
| 2016      | Inside Amy Schumer                                            | ドン・チードル     | 計1話出演                                             | N/A                |
| 2017      | 宇宙探査艦オーヴィル The Orville                              | Jahavus Dorahl     | クレジットなし 第1シーズン第4話「星が現れるなら」     | （吹き替え版なし） |
| 2022      | オビ＝ワン・ケノービ Obi-Wan Kenobi                           | クワイ＝ガン・ジン | クレジットなし 計1話特別出演、Disney+オリジナル作品   | 津嘉山正種         |
| 2022      | スター・ウォーズ:テイルズ・オブ・ジェダイ Tales of the Jedi   | クワイ＝ガン・ジン | 声の出演 第4話「シス卿」                              | 津嘉山正種         |

### ゲーム
- Fallout 3（2008年）

## 日本語吹き替え
主に担当しているのは、以下の人物である。
津嘉山正種
『スター・ウォーズ エピソード1/ファントム・メナス』のクワイ＝ガン・ジン役で初担当。担当回数は最も多く、同作をはじめニーソンが出演した『スター・ウォーズ』シリーズは全作品を吹き替えているほか、声のみの出演であった『ナルニア国物語』のアスラン役なども担当し、ニーソンの吹替声優として知られている。
石塚運昇
『96時間』で初担当。以降、同シリーズをはじめとしてカメオ出演の『テッド2』や声とモーションピクチャーのみの出演であった『怪物はささやく』などでもニーソンの吹き替えを務め、2018年に亡くなるまで大半の作品を担当し、専属に近い形となっていた。石塚とニーソンはほぼ同い歳であったことから「生理的にも合っていたのではないか」と分析する声もあり、同業者間での評価や人気も高く、ニーソンのファンを公言しており『バットマン ビギンズ』（フジテレビ版）にて吹き替え経験がある若本規夫は過去にリーアムの主演する『96時間』シリーズを吹き替えたいと関係者に直談判するも、石塚によるニーソンの定着を理由に断られたことがあることを明かしている。
谷昌樹
『トレイン・ミッション』で初めて担当して以降、近年のニーソンの吹き替えを多く担当するようになり、現在では馴染みのある配役として定着している。また、そのほかにも上述の石塚の持ち役を多く引き継いでいる。
大塚明夫
『嵐の中で輝いて』（機内上映版）で初担当。『マイケル・コリンズ』などキャリア初期の作品が中心だったが、ニーソンの映画出演100作目となる『探偵マーロウ』をはじめ、近年の登板が増えている。『タイタンの戦い』（テレビ朝日版）で登板した際は「今後のフィックスになるのでは」と評されたこともあったほか、自身のSNSでは『96時間』を担当できなかったことが心残りであったと述べている。
このほかにも、菅生隆之、佐々木勝彦、堀勝之祐、谷口節、若本規夫、納谷六朗、佐古正人なども複数回、声を当てている。